# Štěpánovice (okres České Budějovice)
Štěpánovice jsou obec ležící v okrese České Budějovice v Jihočeském kraji, zhruba 3,5 km jihovýchodně od Lišova a 14 km vsv. od Českých Budějovic. Žije zde 997 obyvatel. Protéká zde Miletínský potok, který pramenní na Lišovském prahu a protéká návesním rybníkem. Nachází se tu základní škola, sportovní areál a statek Štěpánovice. Je tu i sportovní hala, ve které se konají různé akce.

## Místní části
- Vranín
- Skalice

## Historie
První písemná zmínka o vsi (Sczepanow) pochází z roku 1363. Ve starších dobách se vesnice nazývala též Štěpánov, tvar Štěpánovice je doložen roku 1424.
Farní kostel doložen již před rokem 1356, kdy obec patřila pánům z Landštejna. Roku 1372 držel statek Ješek z Kosovy hory a patřila pod Lomnici, po roce 1398 pod Ledenice a od roku 1424 k pod Třeboň. Fara zanikla v 17. století, aby roku 1738 byla zase obnovena.
Dne 15. července 2025 byl zahájen provoz na silničním obchvatu Štěpánovic, po kterém vede  silnice I/34, která spojuje České Budějovice a Třeboň a která je součástí evropské silnice E49 a evropské silnice E551.
| Rok            | 1869 | 1880 | 1890 | 1900 | 1910 | 1921 | 1930 | 1950 | 1961 | 1970 | 1980 | 1991 | 2001 | 2010 | 2013 |
| Počet obyvatel | 673  | 683  | 619  | 624  | 696  | 705  | 688  | 586  | 642  | 631  | 641  | 588  | 637  | 737  | 815  |

## Pamětihodnosti
- Kostel Nanebevzetí Panny Marie
- Socha svatého Jana Nepomuckého na mostě